# Bohoniki

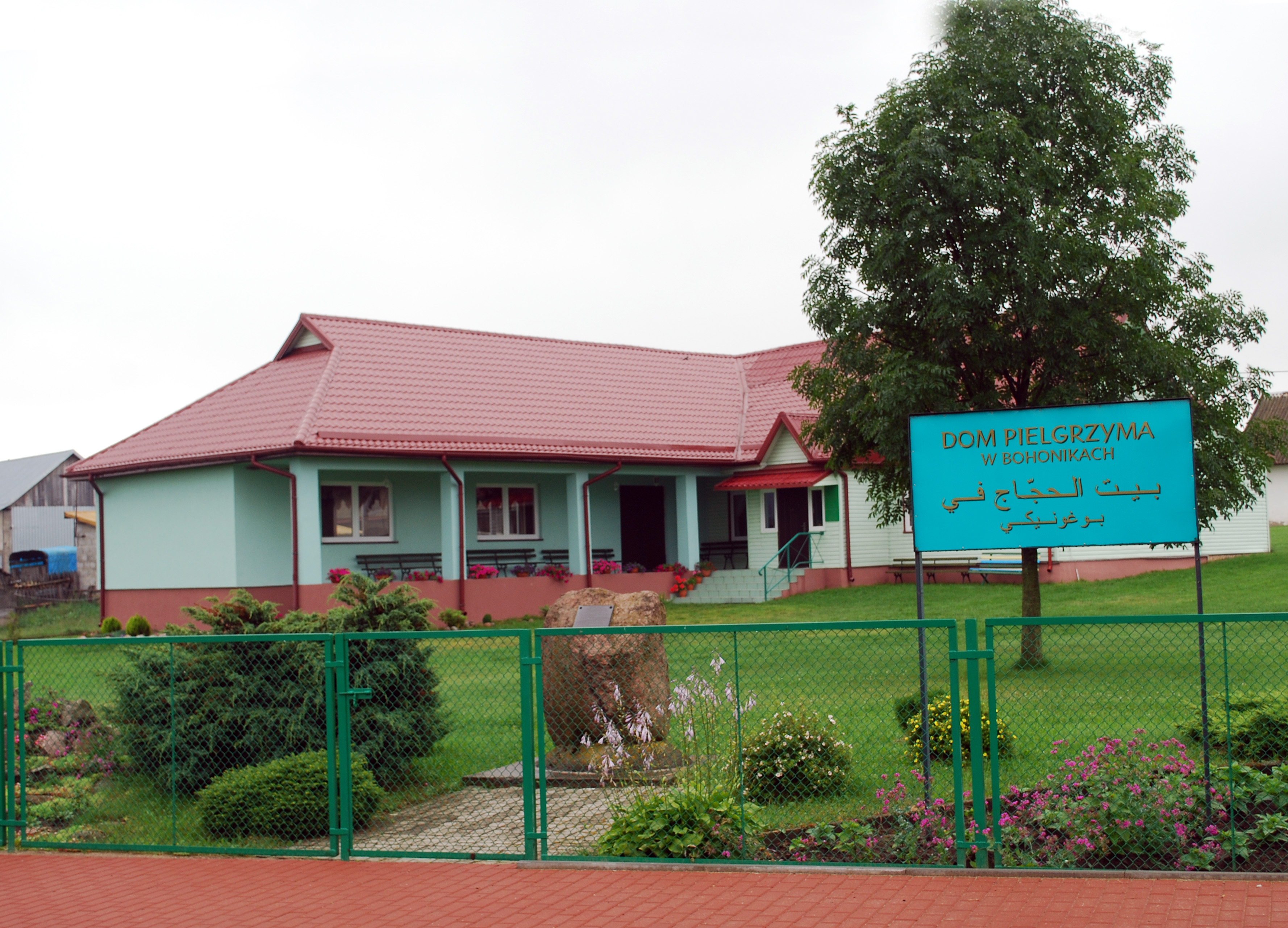
Dom Pielgrzyma

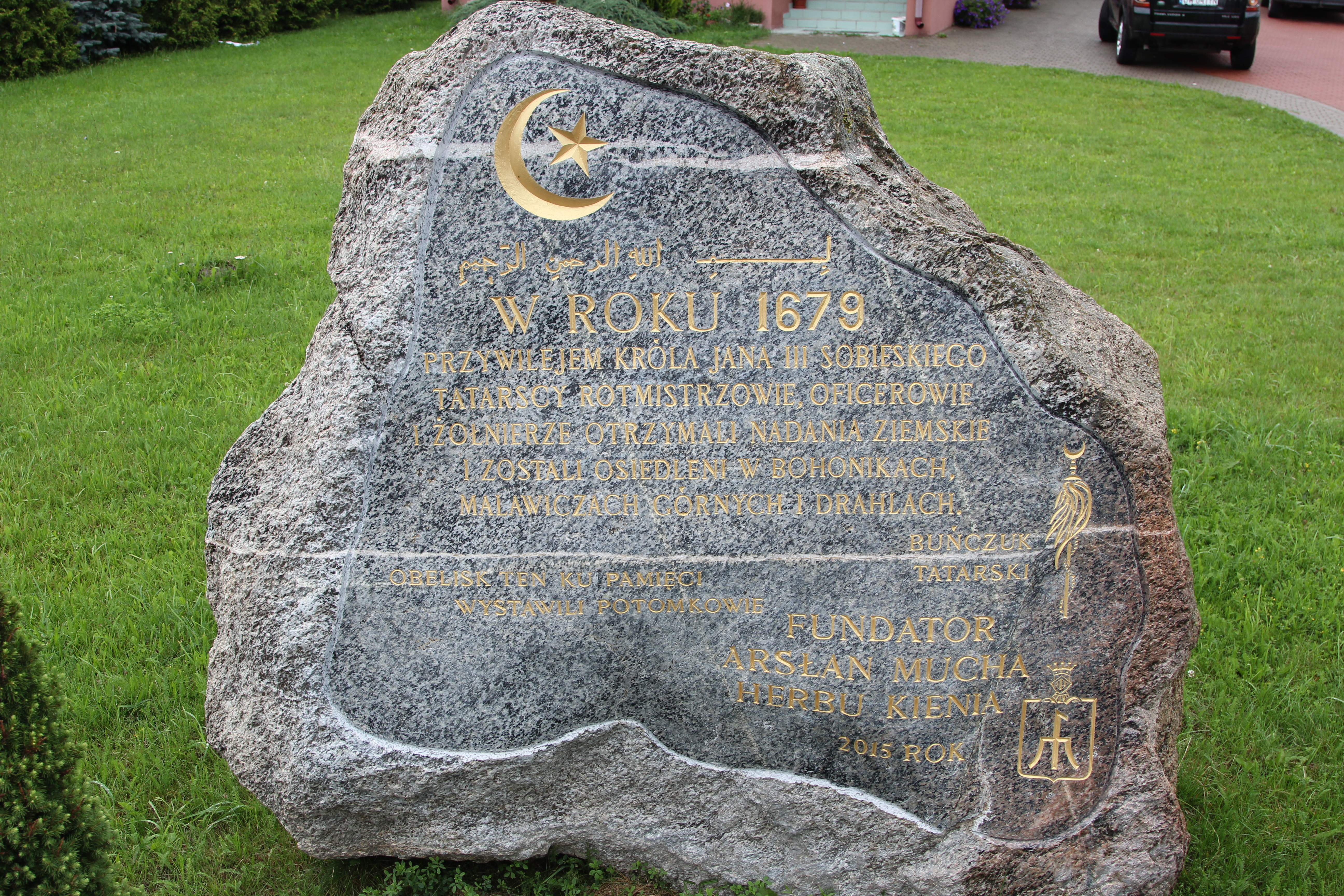
Głaz pamiątkowy

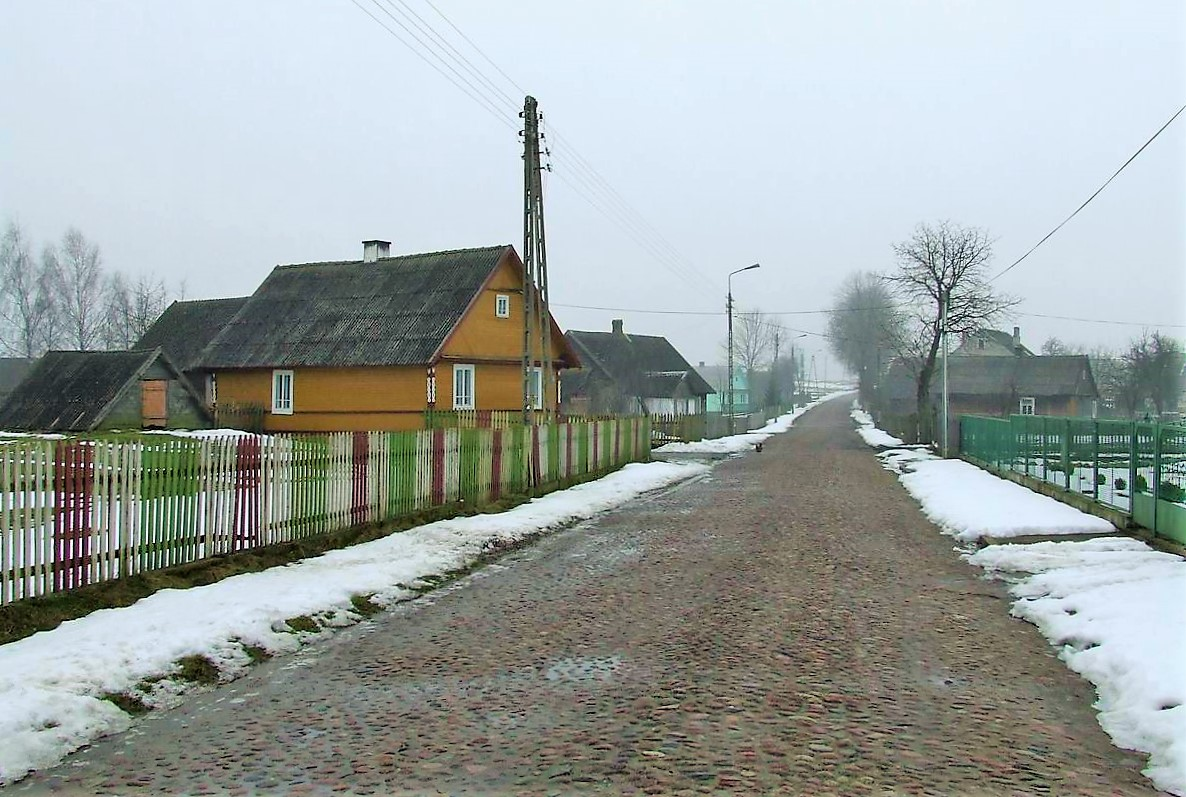
Droga przez wieś w 2007 r.

Bohoniki – wieś w Polsce położona w województwie podlaskim, w powiecie sokólskim, w gminie Sokółka zamieszkiwana przez mniejszość tatarską, z nadania dóbr ziemskich przez króla Jana III Sobieskiego, potwierdzonego przywilejem króla Stanisława Augusta Poniatowskiego z 1766 r. We wsi znajduje się meczet oraz mizar – cmentarz muzułmański, objęte ochroną konserwatorską w postaci parku kulturowego, chroniącego nie tylko zabytki, ale także teren wokół nich.
Bohoniki leżą na historycznej Grodzieńszczyźnie, w powiecie grodzieńskim, w województwie trockim, na obszarze ekonomii grodzieńskiej. W latach 1975–1998 miejscowość położona była w województwie białostockim.
Wierni kościoła rzymskokatolickiego należą do parafii Narodzenia Najświętszej Maryi Panny w Kundzinie.
Przez miejscowość przebiega Szlak Tatarski Duży.

## Historia
Rotmistrz Michał Olejowski otrzymał Bohoniki od króla Sobieskiego                                                                                                                                                                                                                                               jako rekompensatę za niewypłacony żołd. Istnieje także bardziej romantyczna wersja, każąca wierzyć, że król obdarował włościami Tatara, który za wierna służbę u jego boku otrzymać miał tyle ziemi, ile zdąży objechać konno w ciągu całego dnia. W rzeczywistości jednak w 1679 osiedliło się pod Sokółką 30 rodzin lipkowskich, podkomendnych rotmistrzów: Kieńskiego, Olejowskiego i Sieleckiego. Obok Drahli, Malawicz i Kamionki swoje ziemie dostali muzułmanie także w Bohonikach. To właśnie tu postanowili wybudować meczet, którego istnienie odnotowano już w 1717. W 1789 w Bohonikach znajdowały się 3 folwarki i 5 gospodarstw drobnoszlacheckich; zamieszkiwało je 46 Tatarów. W 1921 Bohoniki zamieszkiwało 26 Tatarów.
Obecnie w tej małej wiosce, liczącej zaledwie 30 domów mieszkają cztery rodziny muzułmanów, w sumie 14 osób. Meczet, którym się opiekują, niestety nie jest tym samym, który pamięta jeszcze czasy króla Jana. Według lokalnej tradycji meczet znajdował się w okolicy starego mizaru we wschodniej części wsi i uległ pożarowi. Mimo to odbudowana w XIX wieku świątynia figuruje w rejestrze zabytków i ściąga do Bohonik nie tylko pielgrzymów, ale i turystów. Zarówno meczet, jak i zabytkowy mizar znajdują się w samym centrum wsi po obu stronach przecinającej ją brukowanej ulicy. Ten ostatni, zdewastowany i nieczynny, ogrodzony staraniem miejscowych i opatrzony stosowną tablicą informacyjną w języku polskim i arabskim, nie stanowi atrakcji turystycznej. Mogiły odkryto tu dopiero w latach osiemdziesiątych XX wieku przy próbie wydobywania żwiru.
Znacznie częściej odwiedzany jest drugi cmentarz leżący tuż za Bohonikami przy drodze do Malawicz. Położony na porośniętym lasem wzgórzu jest jedną z dwóch głównych nekropolii Tatarów polskich po 1945. Założony być może wraz z osiedleniem się Tatarów w 1679, choć wydaje się, że bardziej prawdopodobne, że później – w XVIII wieku. Samo określenie cmentarza terminem „mizar” lub „miziar” ludność tatarska w woj. podlaskim zawdzięcza swoim przodkom – żołnierzom chorągwi lipkowskich, którzy przynieśli tę nazwę z Turcji. Poza woj. podlaskim Tatarzy, aby określić cmentarz posługują się zazwyczaj arabskim terminem „zireć”.
Aż do XVII stulecia kamienne nagrobki na cmentarzach Tatarów polsko-litewskich nie posiadały żadnych inskrypcji. Pierwsze napisy, zapewne pod wpływem polskim, pojawiły się gdzieś około połowy XVII wieku, co może wiązać się z postępującą polonizacją tej grupy etnicznej. Zazwyczaj umieszczano teksty arabskie, polskie lub białoruskie, arabskimi literami. Choć większość, bo ponad 250 nagrobków na bohonickim cmentarzu pochodzi z okresu powojennego i naśladuje architekturę cmentarzy chrześcijańskich, mizar nadal zachował orientalny charakter. Na granitowych płytach ozdobionych obowiązkowo półksiężycem i gwiazdą zwiedzający odnaleźć mogą wersety z Koranu wyryte alfabetem arabskim. Z polsko brzmiącymi nazwiskami Smolskich, Baranowskich, Rodkiewiczów sąsiadują na nagrobkach muzułmańskie imiona takie jak Ali, Mustafa, Aysza czy Fatma. Cmentarz nadal służy polskim muzułmanom za miejsce pochówku.
Sposób wyznawania islamu przez polskich Tatarów, choć niewątpliwie sunnicki, zawiera w sobie także elementy szyizmu (do tej pory obchodzone jest w Polsce szyicki Dzień Aszura), sufizmu czy szamanizmu. Islam Tatarów ma więc proweniencję nie tylko arabską, ale też turecką, krymską, czy powołżańską. Postępująca asymilacja tatarskiej ludności, znaczne oddalenie od centrów muzułmańskiego świata, a w rezultacie brak wykształconych opiekunów duchowych wśród polskich muzułmanów mogły być przyczyną niewielkich odstępstw od tradycji mahometowej, jakich dopuszczają się polscy Tatarzy. O „przyćmionym islamie” swych współwyznawców pisał już w połowie XVI wieku nieznany z nazwiska Tatar w traktacie przedłożonym sułtanowi Sulejmanowi Wspaniałemu.
Jedną z bohonickich atrakcji turystycznych może być też możliwość spróbowania tatarskiej kuchni. Dania składające się zazwyczaj z mięsa wołowego można zamówić w gospodarstwach.
Atrakcją Bohonik jest także drewniana zabudowa mieszkalna i gospodarcza z końca XIX i początku XX wieku oraz niezwykła malowniczość, podlegająca ochronie w ramach parku kulturowego i panujący tu spokój. Sezon turystyczny trwa tutaj od maja do sierpnia. Do Bohonik przyjeżdżają również pielgrzymi, aby wziąć udział w nabożeństwach związanych z obchodzeniem muzułmańskich świąt. Tatarzy polscy obchodzą cztery święta w roku, których tureckie nazwy używane przez polskich muzułmanów to Ramadan Bajram, Kurban Bajram, Dzień Aszura i Mewlud. Od 2021 r. obchodzone jest w Bohonikach święto Nawroz.
W Bohonikach organizowany jest Rajd Rowerowy Szlakiem Tatarskim.
Organizowane są także spotkania towarzyskie i bale tatarskie, których tradycja pochodzi z Wileńszczyzny i sięga XIX wieku. Raz w miesiącu w bohonickim meczecie odbywają się modlitwy piątkowe. Usłyszeć można wtedy, obok języka polskiego, język arabski.
Bohoniki występują w polskim piśmiennictwie, w tym m.in. w poezji Selima Chazbijewicza (w utworze Jadąc do Bohonik, wsi na Podlasiu, jednej z ostatnich osad polskich Tatarów, jazda do Bohonik  staje się wyprawą w głąb czasu), w twórczości, korespondencji Macieja Musy Konopackiego (1926-2020).

## Obiekty zabytkowe
- drewniany meczet tatarski, 2 poł. XIX, nr rej.:A-60 z 7.11.1966[21]
- cmentarz muzułmański, XVIII, nr rej.:A-61 z 31.03.1989[22][21].

## Osoby urodzone w Bohonikach
- Józef Karol Skrodzki – profesor i rektor Królewskiego Uniwersytetu Warszawskiego.
- ks. Feliks Stefanowicz ze Zgromadzenia Księży Misjonarzy Świętego Wincentego a Paulo (Lazarystów)   - misjonarz w Chinach (1936-1946) i w Brazylii.[23]